# Sevrage tabagique
 (décembre 2020).

Taux de survie des non-fumeurs, fumeurs et ex-fumeurs ayant arrêté entre 25 et 34 ans. La courbe des ex-fumeurs suit de près celle des non-fumeurs. Arrêter de fumer avant 35 ans permet de gagner 10 années de vie.

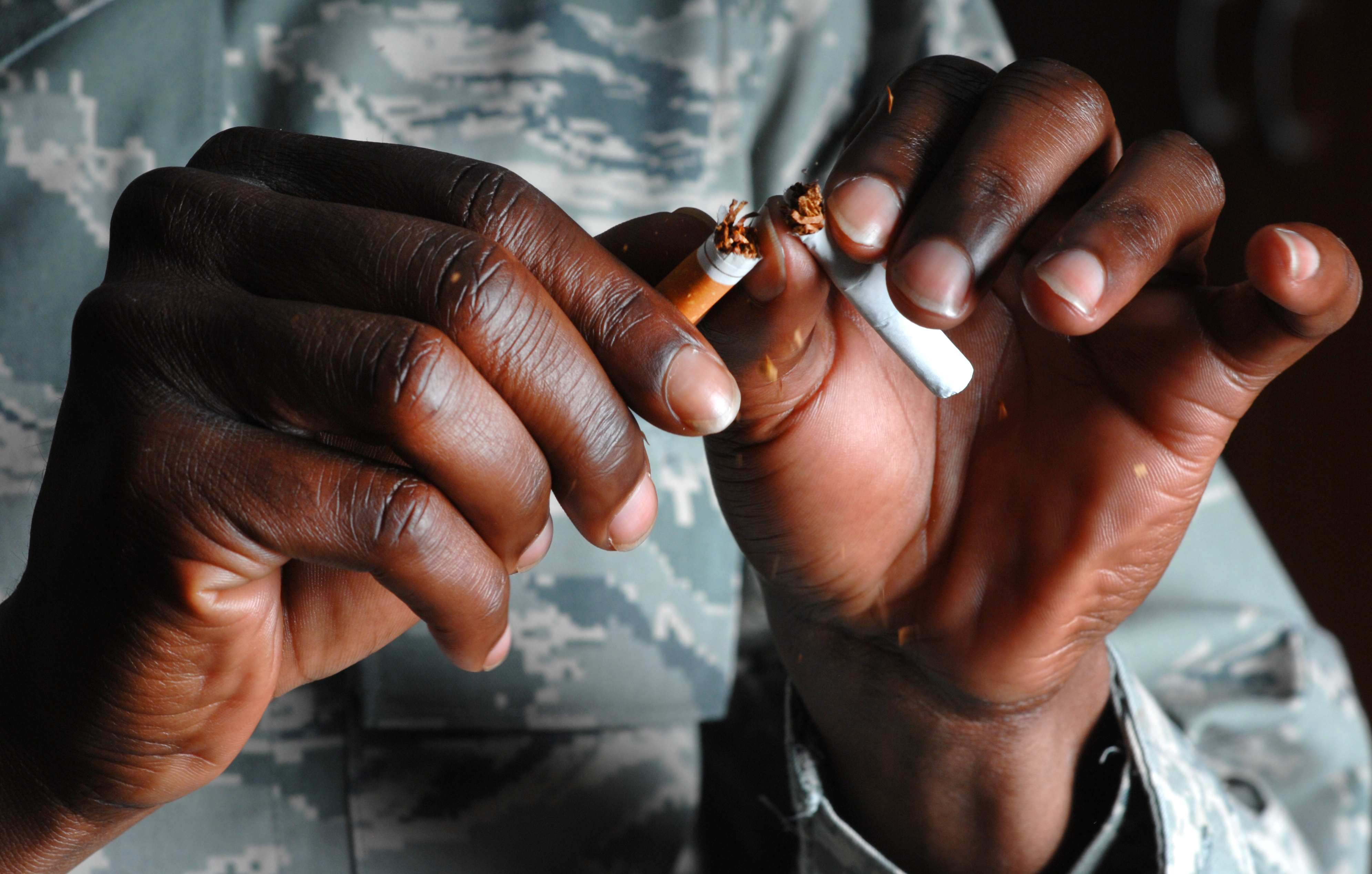
Cigarette brisée.

Le sevrage tabagique est l'arrêt de la consommation de tabac, dans le but de s'affranchir de la dépendance induite. Bien que le sevrage du tabac puisse être spontané, il existe plusieurs aides, essentiellement destinées à arrêter de fumer. Un tel sevrage reste souvent difficile, variable selon le degré de dépendance et de motivation. Le sevrage tabagique permet de réduire les effets du tabac sur la santé.

## Évaluation de la dépendance
L'évaluation de la dépendance est un préalable souvent nécessaire avant d'entreprendre un arrêt de la consommation de tabac. En effet, de celle-ci dépend le risque d'échec et le besoin de recourir à une aide thérapeutique. Cette dépendance peut par exemple être approchée par le test de Fagerström, qui consiste en un questionnaire sur les habitudes de consommation de tabac.
Chez un individu présentant cette dépendance, le souhait de s'en affranchir est majoritaire. Ainsi en Grande-Bretagne 78 % des fumeurs aimeraient être non-fumeurs à l'horizon d'un an et 80 % ont fait une tentative au cours des 5 dernières années (et déjà 75 % dans la tranche des 16-25 ans).

## Arrêt brutal ou progressif
Le sevrage tabagique peut être réalisé de manière immédiate, ou progressivement par diminution du nombre de cigarettes journalières. Les deux stratégies semblent équivalentes en termes de réussite,.

## Arrêt spontané

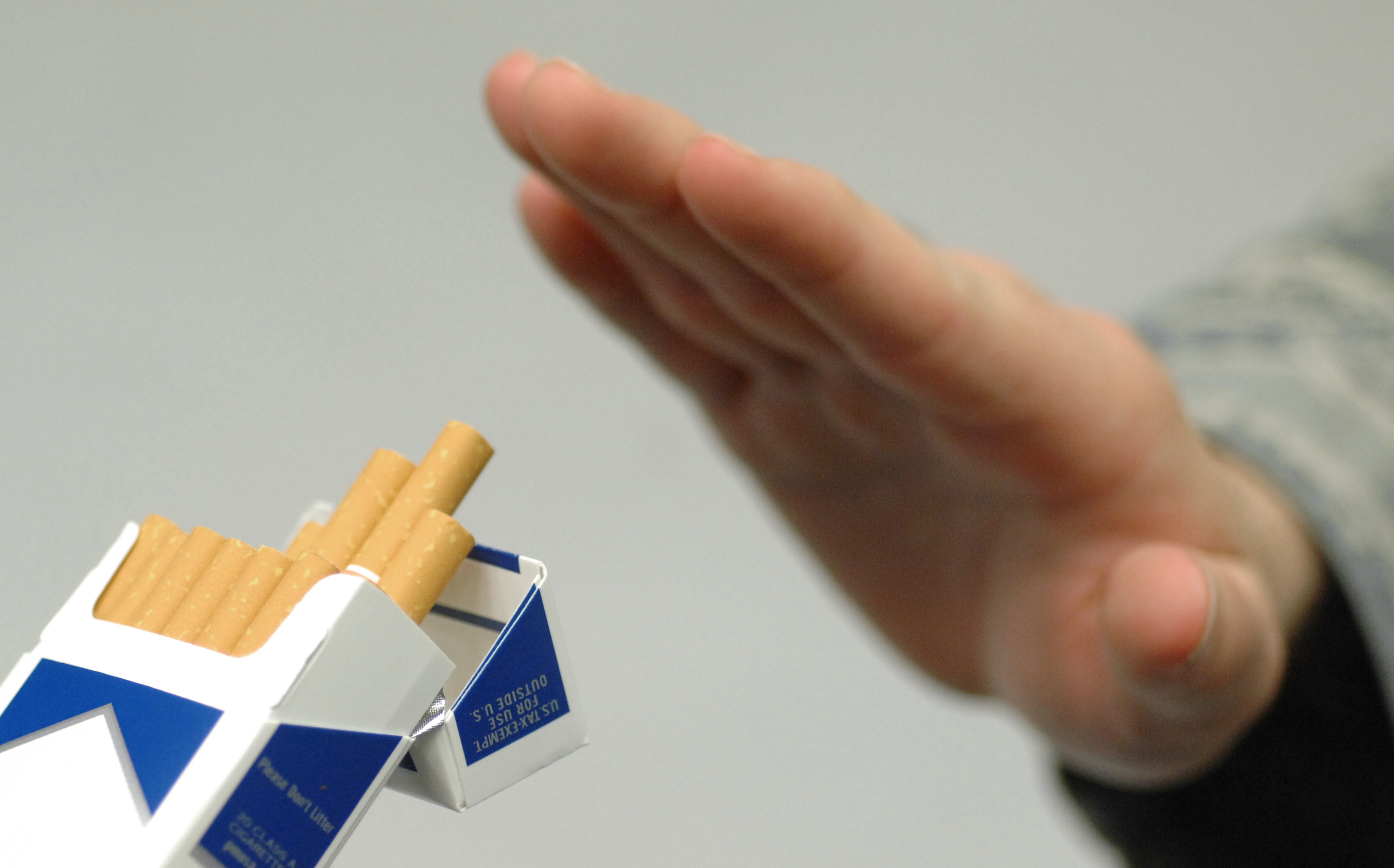
Refus spontané.

Chez la personne dépendante, fumer soulage pendant quelque temps un manque imperceptible, assimilé subjectivement à une souffrance. La démarche classique d'arrêt consiste à éteindre une dernière cigarette et à être suffisamment déterminé et confiant pour ne plus jamais avaler à nouveau de la fumée. La probabilité de parvenir sans aide à s'abstenir de fumer durant un an ou plus avec cette méthode est estimée selon les sources entre 3 et 6,4 %,.

## Prise en charge médicale
Selon une recommandation émise par la Haute Autorité de santé à l'intention des professionnels, une prise en charge médicale des patients fumeurs est toujours recommandée, surtout en cas de comorbidité ou risque de complications (hospitalisation, états dépressifs, grossesse, polytoxicomanie, antécédents ou traitement neuropsychiatrique, etc.).
En France en 2008 étaient recensés 646 centres de consultation en tabacologie médicale, presque également répartis entre secteurs public (303) et privé (343). Il convient de prévoir 4 à 6 consultations réparties sur plusieurs mois.
Ces services puisent une partie de leur efficacité dans l'accompagnement par un tabacologue formé à la prise en charge de la composante psychologique de la dépendance. Elles sont le plus souvent accompagnées d'un traitement médicamenteux afin de réduire les envies de fumer et la sensation de manque pendant la période de sevrage. Il n'existe pas de remède connu pour la prévention de la récidive.
Compte tenu de la sensibilisation créée par les effets pharmacologiques du tabagisme, la décision de cesser définitivement de fumer est requise.

## Aides non médicamenteuses

### Thérapies comportementales et cognitives (TCC)
Ces thérapies, notamment l'entretien motivationnel, présentent l'avantage de permettre une validation scientifique objective,. Elles améliorent les résultats du traitement médicamenteux de la prise en charge médicale, agissant notamment sur la dépendance sociale qui fonctionne par des conditionnements acquis.
C'est le traitement de première intention pour la femme enceinte (Conférence de consensus 1999). Elles peuvent être proposées également sans apport médicamenteux et, dans ce cas, ont les mêmes résultats que le traitement médicamenteux mais sans aucun effet secondaire.
L'accent en France étant mis sur l'approche médicale en centre de tabacologie spécialisé, les TCC restent peu pratiquées pour le sevrage tabagique.

### Assistance téléphonique
Initialement mis en place en Californie, en Australie et au Royaume-Uni dans les années 2000,, les centres d'assistance téléphoniques n'ont pas donné lieu en France à une évaluation médicale rigoureuse. Ces services sont peu développés en pratique : environ 4 000 appels à Tabac Info Service au mois de mai 2011 par exemple.

### Aide en ligne
Internet a permis le développement de groupes bénévoles de soutien, modérés ou autogérés, comme des forums de discussion ou sur des réseaux sociaux (Twitter, Facebook). Différents fabricants de produits pharmaceutiques proposent un accompagnement de soutien à la pharmacothérapie, parfois nommé Éducation thérapeutique.
Des logiciels d'aide à l'arrêt sont disponibles sur internet, ou sur ordinateur ou console de jeu. L'utilisation de ces logiciels peut être utile.

### Mois sans tabac
Le mois sans tabac est un dispositif français, lancé en 2016, destiné à aider les fumeurs qui souhaitent entreprendre un sevrage. Ceux-ci sont encouragés à ne pas fumer pendant le mois de novembre. Les participants sont invités à s'inscrire sur le site Tabac Info Service. Ils peuvent ensuite être aidés dans leur démarche par les autres participants et par des professionnels.

## Médicaments

### Substituts nicotiniques

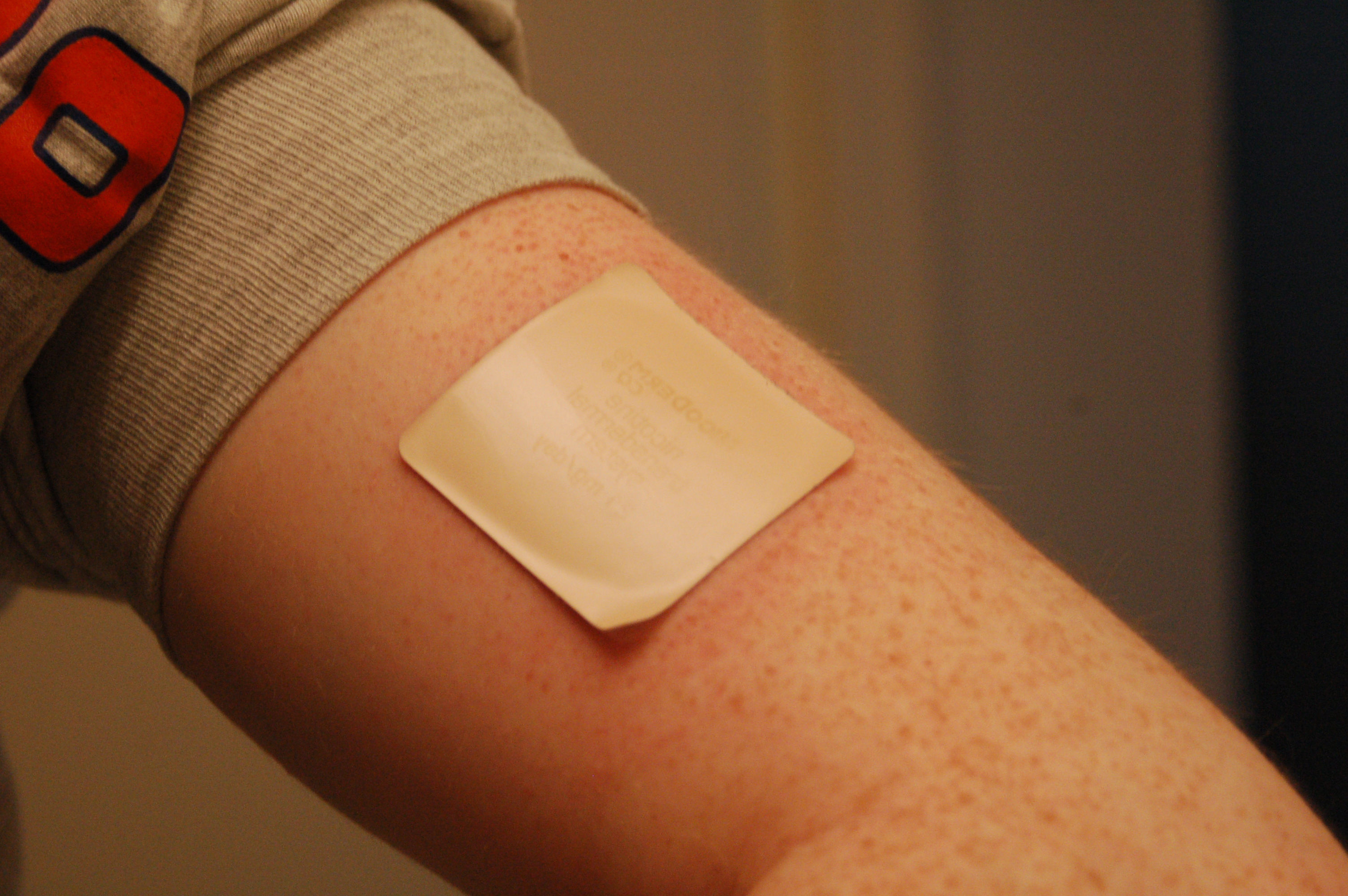
Timbre de nicotine.

Un timbre autocollant diffuse lentement la nicotine par la peau, ce qui maintient une titration en nicotine et réduit ou supprime les impressions de manque. Le traitement habituel dure huit semaines, avec diminution progressive du dosage. Le dosage initial est établi en fonction de l'évaluation de l'intensité de la dépendance tabagique et du résultat de la mesure du CO expiré.
Selon une méta-analyse Cochrane, la prise de nicotine augmente de 50 à 70 % la probabilité d’arrêter de fumer par rapport à l’absence de traitement ou à un placebo le taux d'arrêt à 12 mois en contexte clinique est de 13,7 % ; d'autres études ont montré une efficacité plus réduite (sur 100 tentatives, 3 à 6 arrêts confirmés à 12 mois).
Il existe d'autres modes d'administration des substituts nicotiniques : gommes à mâcher, inhalateurs, vaporisateurs, comprimés à sucer, comprimés sublinguaux, etc. Concernant l'arrêt durable, ces différentes spécialités de nicotine n'ont pas une efficacité supérieure à celle des timbres transdermiques. Elles lui sont parfois associées, pour tenter d'augmenter le taux de succès.
En France, les timbres transdermiques sont vendus en pharmacie, éventuellement sur ordonnance (la prescription est obligatoire pour les mineurs). Depuis le 1er février 2007, l’Assurance maladie subventionne à hauteur de 50 € par année civile et par bénéficiaire l'achat de nicotine pharmaceutique — patch, gomme, pastille, etc. — prescrite par un professionnel de santé. Le 31 mai 2011, la participation a été portée à 150 euros pour les femmes enceintes.
Au Canada, les timbres transdermiques sont également vendus en pharmacie. Délivrés dans un premier temps uniquement sur ordonnance, ils sont désormais en vente libre. Les compagnies d'assurances n'exigent plus l'ordonnance pour rembourser l'assuré.
Les moyens médicaux de sevrage actuels ne dépassent pas des taux réels de réussite de 20 %, à 30 % — pour les études les plus optimistes — des fumeurs qui les utilisent. Les fumeurs qui tentent d’arrêter de fumer spontanément sont moins de 10 % à rester abstinents au-delà d’un an, tandis que ceux qui utilisent un placebo ou assimilé sont 10 % à rester abstinents.

### Bupropion

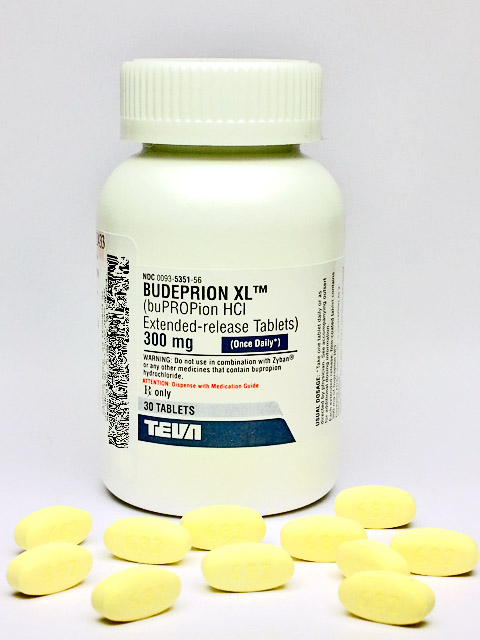
Conditionnement de bupropion vendu aux États-Unis.

Le bupropione est autorisé comme psychotrope antidépresseur aux États-Unis et l'on constata que l’un de ses effets secondaires était de réduire l’envie de fumer des patients sous traitement. Le produit inhibe la recapture de la noradrénaline et de la dopamine, ce qui réduit chez un fumeur la sensation de soulagement du manque de nicotine lorsqu'il fume.
Ce médicament amphétaminique commercialisé depuis 2001 par GlaxoSmithKline sous la marque Zyban permettrait un taux de sevrage confirmé à 12 mois à compter du début du traitement de 15 % (source Pfizer), correspondant à un taux d'arrêt du tabac double de celui obtenu avec un traitement placebo. Il est délivré sur ordonnance et nécessite un suivi médical car il est accompagné d'effets secondaires et présente une longue liste de contre-indications. Il fait l'objet d'un suivi de pharmacovigilance renforcé.

### Varénicline
Commercialisée en France depuis février 2007 par Pfizer, la varénicline présente une utilisation similaire au bupropion. Elle est commercialisée sous la marque Champix en Europe et Chantix aux États-Unis. La varénicline n'est disponible que sur ordonnance.
La varénicline agit en réduisant l'intensité de l'envie de fumer ainsi que la sensation de manque : occupant les seuls récepteurs nicotiniques alpha4bêta2 dans le cerveau, elle réduit l'effet de la nicotine inhalée sur le système de récompense (c'est un agoniste partiel). Fumer perd ainsi grandement de son intérêt.
Avec un accompagnement psychologique régulier et intensif comprenant un suivi hebdomadaire avec un thérapeute pendant les 3 premiers mois, dans une étude sur 1 000 personnes, la proportion de sevrage à 12 mois après un traitement de 12 semaines était de 22 %, contre 10 % avec le traitement placebo. Une étude préalable réalisée à l'initiative du fabricant montrait, après 7 semaines de traitement chez 300 malades environ, un taux d'abstinence à 52 semaines de 14 % contre 4,0 % avec le placebo. Ces résultats sont dépendants de la qualité de l'accompagnement et du suivi lors des tests.
La varénicline occasionne des « effets indésirables graves » et fait l'objet d'une surveillance renforcée par l'Agence nationale de sécurité du médicament et des produits de santé. De ce fait, elle ne faisait plus partie depuis mai 2011 de la liste des produits bénéficiant de la subvention forfaitaire de 50 euros en France. Elle est néanmoins à nouveau remboursée.

### Autres traitements pharmacologiques
La cytisine est employée dans ce cadre depuis des décennies dans certains pays, notamment en Europe de l'Est. Elle semble plus efficace qu'un placebo et son intérêt est d'autant plus important qu'il est bien moins cher que les autres solutions pharmacologiques disponibles.
Compte tenu de l'importance des enjeux sanitaires, de nombreux projets de recherche de produits d'aide au sevrage tabagique ou visant une réduction de la consommation sont en cours.
Une autre piste en cours d'essais cliniques vise à prévenir la récidive en faisant produire des anticorps empêchant temporairement la nicotine d'irriguer le cerveau lors d'un écart à l'abstinence. Par analogie avec la prévention immunologique des maladies infectieuses et faute d'autre terme adapté, ces traitements sont actuellement nommés vaccins.
L'utilisation de la psilocybine est à l'étude,.

## Aides non conventionnelles

### Cigarettes sans tabac
Les cigarettes sans tabac sont composées de plantes à fumer (tussilage, noisetier, sauge, etc.). Par rapport aux cigarettes conventionnelles, leur but est de permettre la reproduction de l'acte de fumer en évitant la consommation de nicotine. Leur vente en officine de pharmacie en France a été interdite en octobre 2006 : elles sont dorénavant en vente dans les bureaux de tabac.

### Homéopathie
L’efficacité de l'homéopathie comparée à un placebo n'a pas été montrée scientifiquement. Elle n'est pas recommandée par la Haute Autorité de santé ni par l’Agence française de sécurité sanitaire des produits de santé, qui l'a classée en 2003 parmi les thérapeutiques qui ont fait l'objet d'une évaluation mais qui n'ont pas démontré leur efficacité,.

### Hypnothérapie
L'hypnose a pour objectif d'agir sur des ressources inconscientes théoriques visant à l'arrêt du tabagisme et au maintien de l'abstinence. Par exemple, le déroulement classique du psychiatre américain Herbert Spiegel comporte trois suggestions essentielles : la fumée de tabac est un poison ; le corps mérite d'être protégé de la fumée ; il est possible et agréable de vivre sans fumer. Ce type de suggestion n'implique pas un rapport hiérarchique au thérapeute : le client est invité à participer à sa propre thérapie et à apprendre l'auto-hypnose. Une ou deux séances suffisent généralement.
L'hypnothérapie ne fait pas partie des pratiques validées pour l'arrêt du tabagisme, son efficacité n'ayant pas été médicalement démontrée.

### Acupuncture
L'acupuncture, fondée sur des principes traditionnels chinois, est parfois utilisée comme aide à l'arrêt du tabagisme. D'autres procédés dérivés comprennent l'acupression, le laser et la stimulation électrique.
L'examen d'essais en contexte expérimental n'a pas établi que l'acupuncture ou les techniques connexes augmentaient significativement le taux de succès à l'arrêt du tabagisme par rapport à une acupuncture placebo (en positionnant les aiguilles dans des endroits autres que ceux réputés sensibles). L'acupuncture a été classée par l'AFSSAPS parmi les thérapeutiques non prouvées scientifiquement et non recommandées.

### Auriculothérapie
L'auriculothérapie est une méthode thérapeutique d'origine française, dont les effets seraient dus à une action de type neurologique[pas clair]. Elle consiste en la pose d'aiguilles en des points précis de l'oreille. La stimulation de ces points entrainerait la disparition presque instantanée des sensations de manque, via des voies neurologiques dont l’existence est discutée.
L'auriculothérapie a été classée par l'AFSSAPS parmi les thérapeutiques non prouvées scientifiquement et non recommandées.

### Lasérothérapie
Actuellement, la lasérothérapie n’a montré aucune efficacité spécifique pour le sevrage tabagique.

### Boîtiers programmables
La technique du boîtier programmable pour arrêter de fumer date des années 1970. En effet on rapporte que le dirigeant soviétique Leonid Brejnev, gros fumeur, aurait utilisé un tel boîtier pour limiter sa propre consommation de cigarettes.
Les boîtiers programmables ont le plus souvent une taille légèrement supérieure à celle d'un paquet de cigarettes standard. Ils sont dotés d'un programmateur électronique, de boutons d'utilisation et d'un clapet muni d'un système de verrouillage. L'utilisateur insère ses cigarettes dans le boîtier et programme le nombre d'ouvertures qu'il souhaite sur une période donnée, ou encore la durée entre deux cigarettes. Certains boîtiers invitent le fumeur à sélectionner un programme précis de réduction progressive. 
Les boîtiers programmables ont pour but d'agir sur le geste du fumeur ainsi que sa psychologie. Ils visent un sevrage progressif, tout en limitant le risque de rechute ou de dérapage.

### Incitation financière
Une incitation financière peut améliorer l'efficacité d'une tentative d'arrêt du tabagisme. Dans une expérimentation avec les salariés d'une grande entreprise, 15 % des fumeurs incités financièrement à la réussite étaient abstinents à 12 mois, à comparer à seulement 5 % des candidats non incités financièrement à l'arrêt (les aides pharmaceutiques étant fournies gracieusement et à volonté dans les deux cas). Il semble donc qu'une incitation financière augmente les chances de succès, même si dans l'absolu, ce résultat reste modeste. 
C'est la raison pour laquelle l'expérimentation de subventionnement du résultat en Écosse a conduit le gouvernement à cesser cette politique jugée coûteuse et faiblement efficace.

## Comparaison d'efficacité
Un examen systématique publié dans l'European Journal of Cancer Prevention a montré que la thérapie comportementale de groupe était la méthode d'arrêt du tabagisme la plus efficace, suivie par le bupropion, les conseils intensifs d'un médecin, les substituts nicotiniques, l'assistance individuelle, l'assistance par téléphone, les conseils d'une infirmière et l'apprentissage autodidacte. L'étude n'a pas pris en compte la varénicline.
Concernant spécifiquement les différents traitements médicamenteux, il n'existe que peu de comparaisons directes entre eux. Elles concernent essentiellement le bupropion versus les dérivés nicotiniques et ne montrent pas de différences significatives entre ces deux options.

## Santé publique et mesures collectives de lutte antitabac

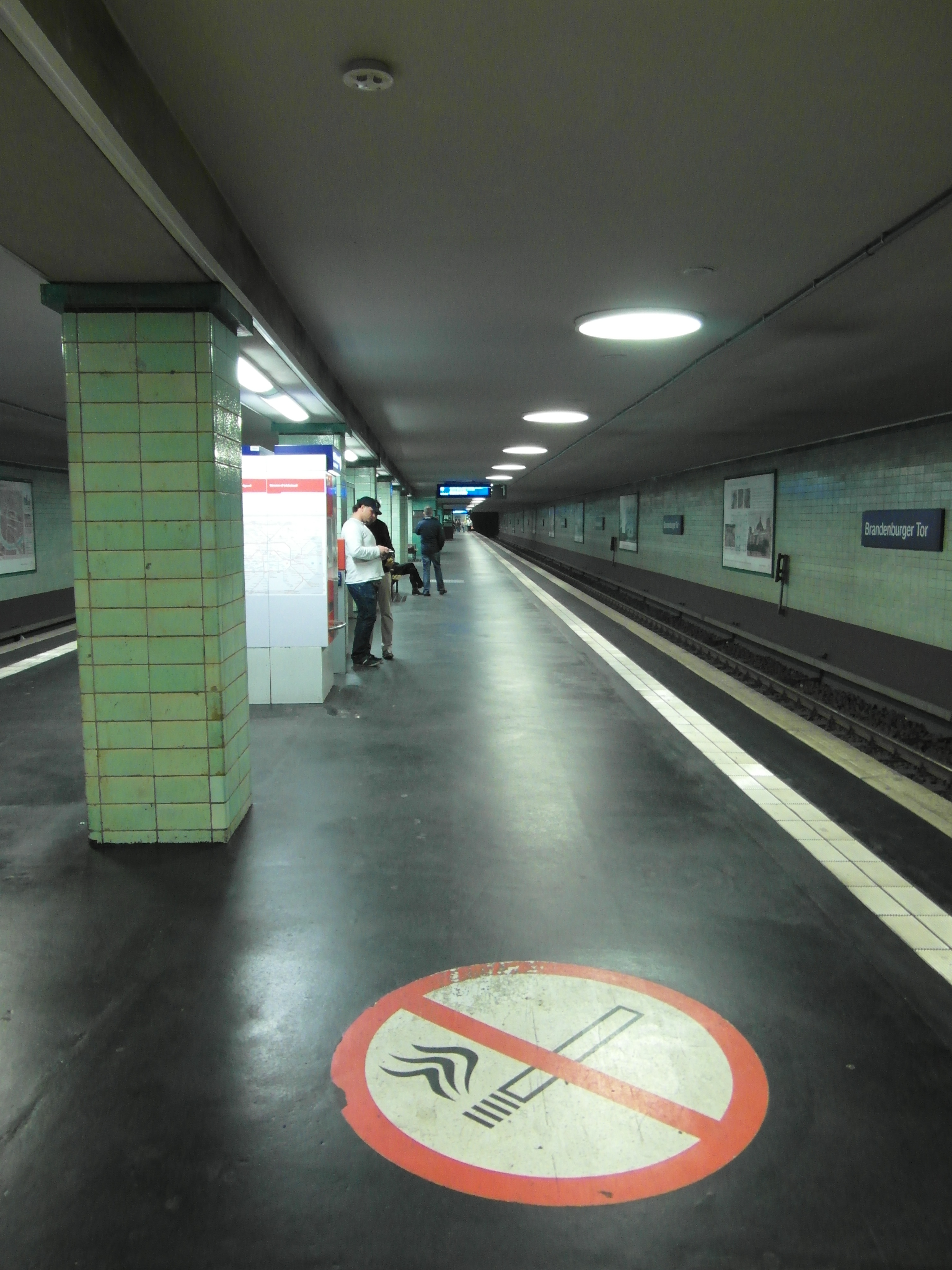
Signalisation d'interdiction de fumer dans une gare.

Selon les pays, différentes mesures légales peuvent être prises afin de favoriser l'arrêt du tabac. Cela peut passer par exemple par une campagne de prévention, une restriction de publicité, une augmentation des taxes sur la vente ou une interdiction selon l'âge, ou en fonction de la situation.

## Conséquences du sevrage

### Effets positifs
La lutte contre le tabagisme aux États-Unis aurait évité 8 millions de décès prématurés entre 1964 et 2013, et aurait contribué à l'allongement de la durée de vie de 2,3 ans pour les hommes, et de 1,6 an pour les femmes.

### Effets indésirables
La prise de poids est un effet secondaire classique de l'arrêt du tabagisme et reste une préoccupation d'une femme sur deux et d'un homme sur quatre dans cette situation. Elle est d'environ 5 kg la première année de l'arrêt et peut-être plus importante chez l'obèse.
De profonds remaniements de la flore intestinale à l'arrêt du tabac pourraient expliquer cette prise de poids.
L'intérêt de l'arrêt du tabac reste malgré tout évident, même chez la personne en surcharge pondérale pour laquelle le risque pulmonaire et vasculaire du tabac est le plus élevé. Par ailleurs, les chiffres donnés concernent exclusivement l'arrêt dans des situations de prise en charge médicale du tabagisme et ne reflètent sans doute pas les cas d'arrêt volontaire et autonome.

## Recommandations et consensus
L'arrêt du tabagisme a fait l'objet de la publication de recommandations. Celles de l'« American College of Cardiology » datent de 2018.